# Level 5 Motorsports

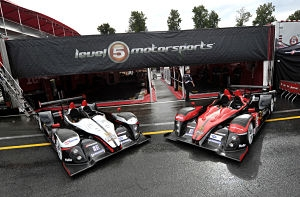
Les deux LMPC en 2010

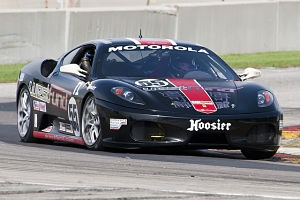
Ferrari Challenge 2010

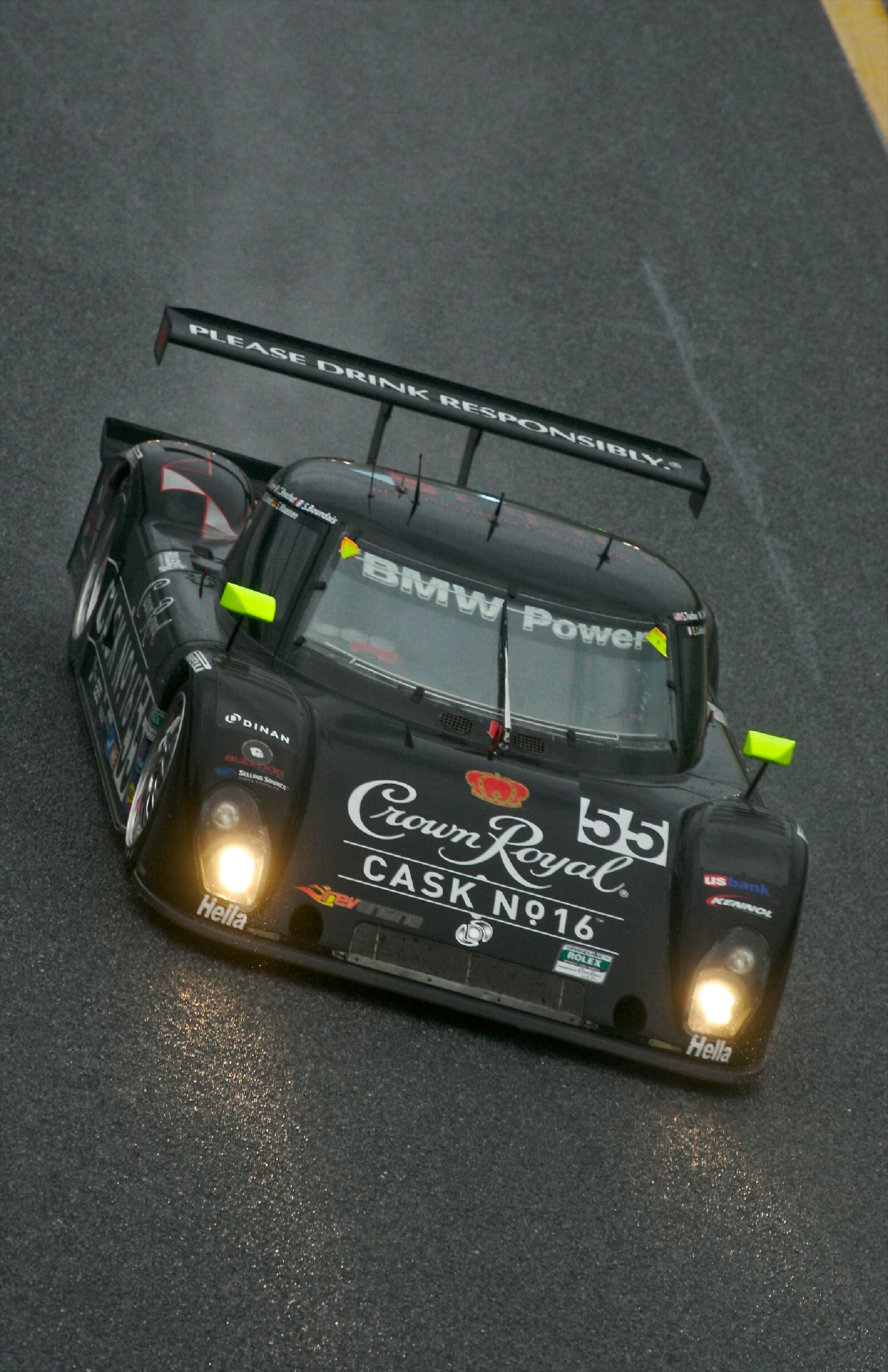
24 Heures de Daytona 2010

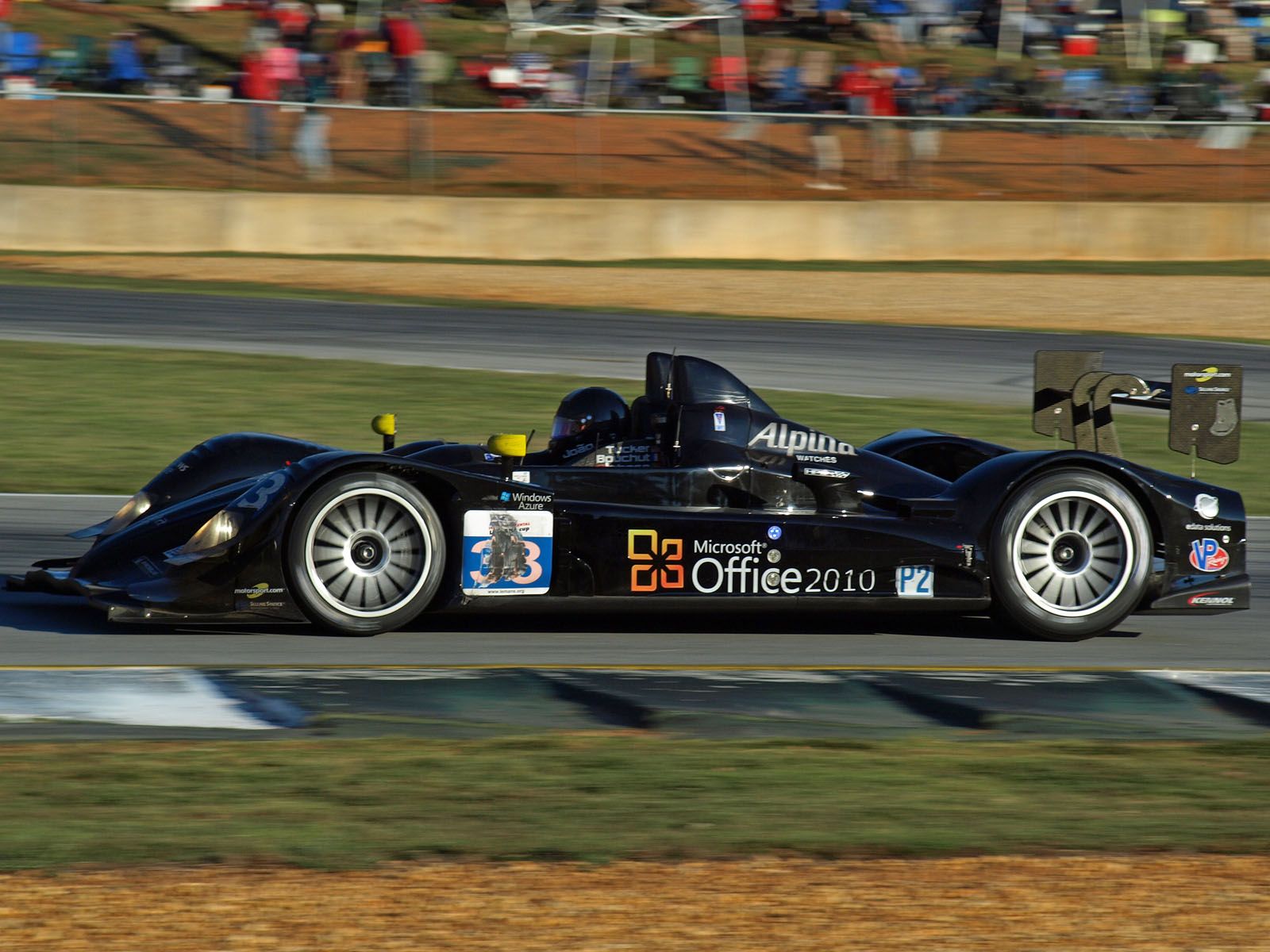
La HPD ARX-01g au Petit Le Mans 2011

Level 5 Motorsports est une écurie de course automobile américaine basée à Madison (Wisconsin) et fondée par Scott Tucker en 2006. Elle a participe aux championnats Ferrari Challenge, Rolex Sports Car Series, American Le Mans Series et Intercontinental Le Mans Cup.
Il faut remarquer que Scott Tucker a pris l'habitude de s'engager au sein des deux équipages de l'écurie dans toutes les courses d'endurance, ce qui lui a permis d'obtenir les titres pilote dans les catégories LMPC des American Le Mans Series 2010 et LMP2 des American Le Mans Series 2011.

## Historique
Après avoir participé aux compétitions SCCA ou Ferrari Challenge, l'écurie s'engage régulièrement dans les épreuves des Rolex Sports Car Series depuis 2008. Le meilleur résultat reste la troisième place remportée en 2009 lors des 24 Heures de Daytona. En 2010, les participations s'élargissent à l'American Le Mans Series dans la catégorie LMPC avec deux Formule Le Mans avec l'objectif de passer aux catégories supérieures lors des années suivantes.
En 2011, l'écurie participe désormais à l'Intercontinental Le Mans Cup et à l'American Le Mans Series avec une Lola B08/80 à moteur HPD ce qui entraîne automatiquement la première apparition aux 24 Heures du Mans. Une seconde voiture, une Lola B11/40 à moteur HPD est aussi engagées en ALMS, l'écurie offre à cette voiture sa première victoire de catégorie lors de sa première course officielle. Toutefois l'écurie change de châssis en cours de saison et engage des HPD ARX-01g les des deux dernières courses à Laguna Seca et au Petit Le Mans.
Les voitures arborent des couleurs où domine le noir et parmi les sponsors, Microsoft est associé à l'équipe depuis 2010.
En 2012, l'écurie continue son partenariat avec HPD et sa nouvelle HPD ARX-03.

## Palmarès
- American Le Mans Series
  - Titres pilote et écurie de la catégorie LMP2 en 2011, 2012 et 2013
  - Titres pilote et écurie de la catégorie LMPC en 2010
  - Victoires aux 12 Heures de Sebring dans la catégorie LMPC en 2010 et LMP2 en 2011, 2012 et 2013
  - Victoire au Petit Le Mans dans la catégorie LMPC en 2010 et LMP2 en 2011, 2012 et 2013
  - Victoire au classement générale et en catégorie LMP2 au Grand Prix de Baltimore en 2012
  - Victoire en catégorie GTD aux 24 Heures de Daytona 2014[3]

## Pilotes
- Scott Tucker
- Ryan Hunter-Reay
- Christophe Bouchut
- Franck Montagny
- Luis Díaz
- João Barbosa
- Richard Westbrook